# Bactrocera matsumurai
Bactrocera matsumurai
 es una especie de díptero que Tokuichi Shiraki describió por primera vez en 1933. Bactrocera matsumurai pertenece al género Bactrocera de la familia Tephritidae.  